# آگنیشکووو، استان کویافسکو-پومورسکی
آگنیشکووو (به لاتین: Agnieszkowo) یک روستا در لهستان است که در استان کویافسکو-پومورسکی واقع شده‌است.